# Bezymiánnoye (Krasnodar)
Bezymiánnoye (del ruso: Безымя́нное) es un seló del ókrug urbano de Goriachi Kliuch del krai de Krasnodar, en las estribaciones noroccidentales del Cáucaso, en Rusia. Está situado en la desembocadura del arroyo Orlova Shchel en el Psékups, afluente del Kubán, 9 km al sur de Goriachi Kliuch, y 55 km al sur de Krasnodar. Tenía una población de 883 habitantes en 2010
Pertenece al municipio Bezymiannoye.

## Transporte
Por la localidad pasa el ferrocarril Krasnodar-Tuapsé, en el que 2 km al sur de la población se halla la plataforma ferroviaria Fanagoriskaya.